# CONCACAF-futsalklubbajnokság
A CONCACAF-futsalklubbajnokság (angolul: CONCACAF Futsal Club Championship) egy, a CONCACAF által kiírt nemzetközi futsaltorna.

## Eredmények
| 2014 Részletek | Guatemalaváros | Glucosoral | 4–4 h.u. (5–4) (t) | Borussia | Sidekicks | 1–1 h.u. (2–1) (t) | Habana | 6 |